# 葉大華 (清朝)

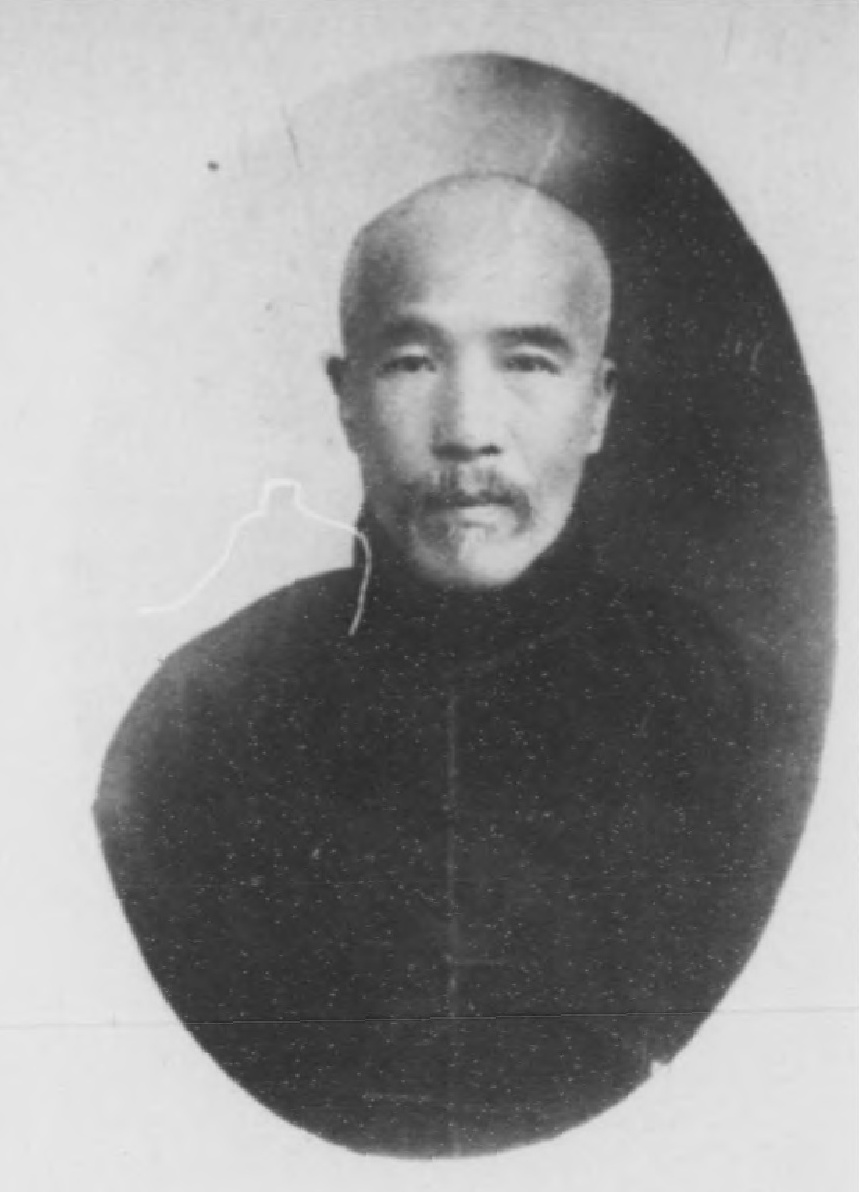

葉大華（？—？），福建省閩縣人，清朝政治人物、進士出身。
光緒三十年，會試第125名；殿試登進士三甲第38名，后授以主事分部學習。